# Goldforelle
Die Goldforelle (Oncorhynchus aguabonita) ist eine Art der Lachsfische (Salmonidae). Sie wurde zunächst als Unterart der Regenbogenforelle beschrieben, wird inzwischen aber größtenteils als eigenständige Art anerkannt. Das natürliche Verbreitungsgebiet liegt in Nordamerika.

## Merkmale
Die Goldforelle kann bis zu 71 cm groß und fast fünf Kilogramm schwer werden (dies ist der bisherige Weltrekord von 1948). Große Exemplare von über 30 Zentimeter Länge findet man vor allem, wenn sie in Seen oder Teichen ausgesetzt und gemästet werden. In der Regel erreicht diese Forelle aber höchstens 30 Zentimeter Länge. Ab 15 Zentimeter Länge sind die Fische erwachsen und geschlechtsreif. Die Körperform ist torpedoartig, seitlich leicht zusammengedrückt. Am Rücken ist die Goldforelle olivgrün, auf den Seiten und am Bauch gelbgold gefärbt, mit roten horizontalen Bändern entlang der Seitenlinie und mit etwa zehn dunklen, breiten, senkrechten, leicht ovalen Balken, die an die Jugendfärbung anderer Forellenarten erinnern. Rücken-, Brust- und Afterflossen besitzen weiße Ränder. Die Maxillare reicht bis leicht hinter das Auge, der Kopf ist verhältnismäßig lang, am Ende stumpf und etwa 3,75-mal in der Körperlänge enthalten. Die Schuppen (160 bis 180 in der Längsreihe, mit ca. 123 Poren in der Seitenlinie) sind sehr klein, rund und nicht dachziegelartig. Flossenformel: D 12; A 10.

## Vorkommen
Beschrieben wurde die Art aus Kalifornien aus dem South Fork Kern River und dem nach ihr benannten Golden Trout Creek. Die Forelle aus dem Main River und Little Kern River gilt verschiedentlich sogar als Unterart Oncorhynchus aguabonita gilberti (s. FishBase). Allerdings sind sich die Taxonomen ihrer Zuordnung nicht ganz einig, da sie gelegentlich auch als Unterart der Regenbogenforelle gilt.

## Namen
Der Artname ist aus den spanischen Wörtern agua für Wasser und bonita für hübsch zusammengesetzt und bezieht sich auf den Namen eines Wasserfalls bei ihrem natürlichen Vorkommen. Es gibt einen Unterschied zwischen der Goldforelle und der Goldenen Regenbogenforelle, die auch als Palominoforelle bekannt ist und eine Farbvariante der Regenbogenforelle darstellt.

## Bedrohung
Die Goldforelle wird derzeit nicht auf der Liste bedrohter Tierarten geführt, allerdings bewirkten Jahre der Überfischung, fischereiliches Missmanagement und Konflikte mit eingesetzten Fremdarten, dass diese Art beinahe als bedroht eingestuft wurde. Eingesetzte Bachsaiblinge machten ihr die Nahrung streitig, Bachforellen betätigten sich als Räuber und eingesetzte Regenbogenforellen hybridisierten mit ihr, wodurch der natürliche Genpool durch Introgression beschädigt wurde. Jahrzehntelang schrumpften die Bestände deshalb stetig. Schließlich schloss das California Department of Fish and Game im September 2004 einen Vertrag mit Bundesbehörden, um an Renaturierungsmaßnahmen zu arbeiten. Naturschützer beabsichtigen auch, die Goldforelle in anderen Gewässern, wie etwa den Lake Mohave in Nevada und Arizona auszusetzen.